# Tarefa de seleção de Wason

Cada cartão tem um número de um lado e uma cor do outro. Que carta ou cartas devem ser viradas para testar a ideia de que se uma carta mostra um número par numa das faces, então a sua face oposta é vermelha?

A tarefa de seleção de Wason (ou problema de quatro cartas) é um quebra-cabeça lógico desenvolvido por Peter Cathcart Wason em 1966. É uma das tarefas mais famosas no estudo do raciocínio dedutivo. Um exemplo do quebra-cabeça é:
É mostrado a você um conjunto de quatro cartas colocadas sobre uma mesa, cada uma com um número de um lado e uma mancha colorida do outro lado. As faces visíveis das cartas mostram 3, 8, azul e vermelho. Que carta(s) você deve virar para testar a veracidade da proposição de que se uma carta mostra um número par em uma face, então sua face oposta é vermelha?
Uma resposta que identifica uma carta que não precisa ser invertida, ou que não identifica uma carta que precisa ser invertida, está incorreta. A tarefa original lidava com números e letras.
O teste é de interesse especial porque as pessoas têm dificuldade em resolvê-lo na maioria dos cenários, mas geralmente podem resolvê-lo corretamente em determinados contextos. Em particular, os pesquisadores descobriram que o quebra-cabeça é prontamente resolvido quando o contexto imaginado está policiando uma regra social.

## Solução
A resposta correta é virar a carta 8 e a carta azul.
A regra era "Se a carta mostra um número par em uma face, então sua face oposta é vermelha". Apenas uma carta com um número par em uma face e algo diferente de vermelho na outra face pode invalidar esta regra:
- Se a carta 3 for azul (ou vermelha), isso não viola a regra, já que regra não faz reivindicações sobre números ímpares. (Negando o antecedente)
- Se a carta 8 não for azul, ela viola a regra. (Modus ponens)
- Se a carta azul for par, isso viola a regra. (Modus tollens)
- Se a carta vermelha for ímpar (ou par), isso não viola a regra, já que cor vermelha não é exclusiva dos números pares. (Afirmando o consequente)

## Explicações do desempenho na tarefa
No estudo de Wason, nem 10% dos participantes encontraram a solução correta. Este resultado foi replicado em 1993.

### Policiamento de regras sociais
A partir de 1983, os experimentadores identificaram que o sucesso na tarefa de seleção de Wason era altamente dependente do contexto, mas não havia nenhuma explicação teórica para quais contextos eliciavam respostas corretas e quais eliciavam respostas incorretas.

Cada carta tem uma idade de um lado e uma bebida do outro. Qual(is) carta(s) deve(m) ser virada(s) para testar a ideia de que se você está bebendo álcool, então você deve ter mais de 18 anos?

Os psicólogos evolucionistas Leda Cosmides e John Tooby (1992) identificaram que a tarefa de seleção tende a produzir a resposta "correta" quando apresentada em um contexto de relações sociais. Por exemplo, se a regra utilizada for "Se você está bebendo álcool, então você deve ser maior de 18 anos", e os cartões têm idade de um lado e bebida do outro, por exemplo, "16", "beber cerveja", " 25", "beber refrigerante", a maioria das pessoas não tem dificuldade em selecionar as cartas corretas ("16" e "beber cerveja"). Em uma série de experimentos em diferentes contextos, os sujeitos demonstraram desempenho superior consistente quando solicitados a policiar uma regra social envolvendo um benefício que só estava legitimamente disponível para alguém que se qualificou para esse benefício. Cosmides e Tooby argumentaram que os experimentadores descartaram explicações alternativas, como a de que as pessoas aprendem as regras da troca social por meio da prática e acham mais fácil aplicar essas regras familiares do que as regras menos familiares.